# Clubul de Fotbal Gloria 1922 Bistrița
Clubul de Fotbal Gloria 1922 Bistriţa é um clube de futebol profissional romeno da cidade de Bistriţa que joga o Campeonato Romeno de Futebol.